# Colonia Dignidad
Colonia Dignidad (inicialmente Sociedad Benefactora y Educacional Dignidad) es un asentamiento de colonos alemanes fundado en Chile en 1961 por el predicador y pederasta Paul Schäfer. Está ubicada en la comuna de Parral, Provincia de Linares, Región del Maule. Se hizo célebre por funcionar como un centro clandestino de detención, tortura y asesinato durante la dictadura militar de Augusto Pinochet (1973-1990). Adoptó el nombre de Villa Baviera a sugerencia del exoficial alemán de las Waffen-SS y traficante de armas Gerhard Mertins.

## Historia

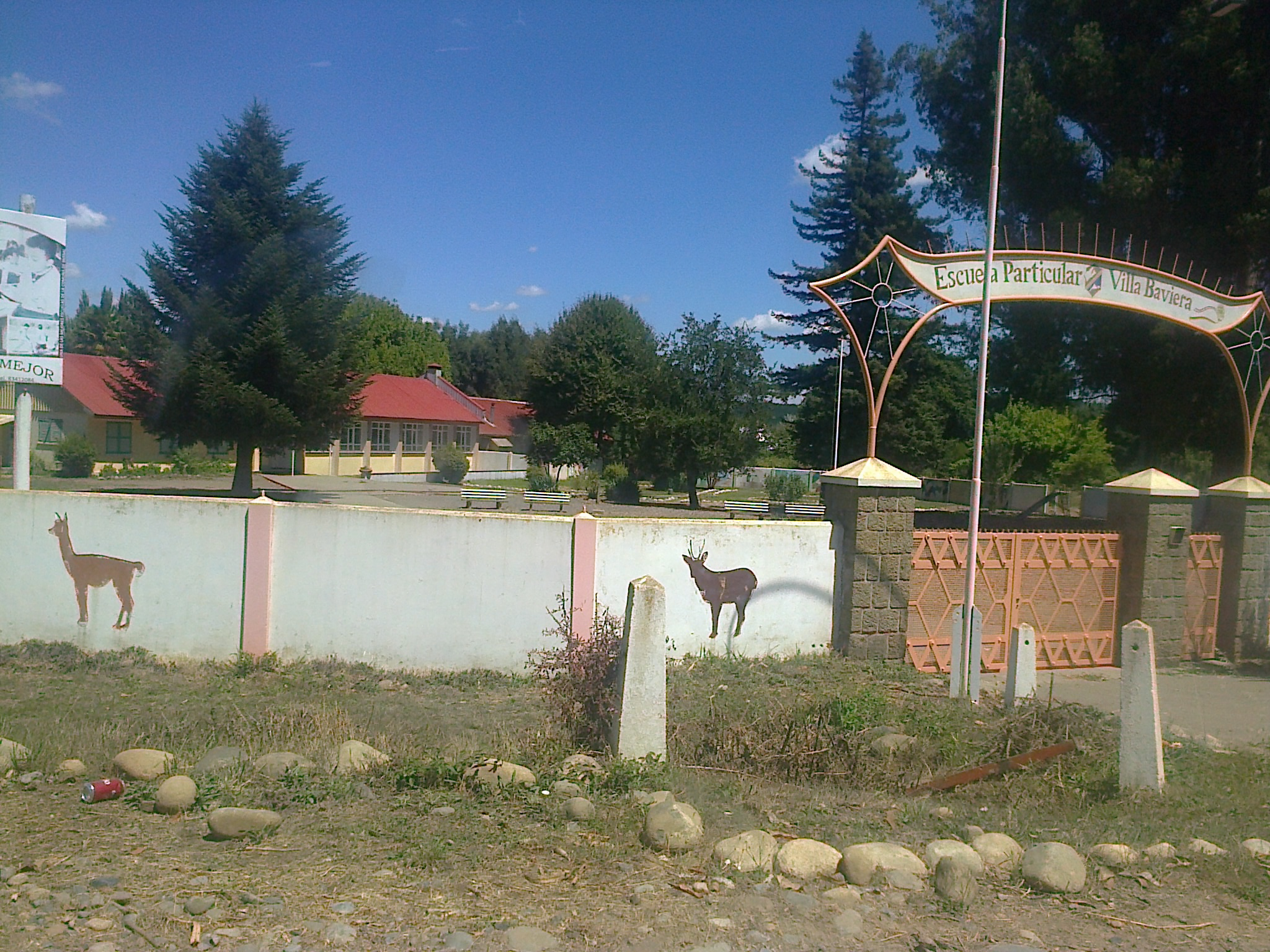
Entrada de la Escuela Villa Baviera.

Los primeros habitantes de Colonia Dignidad llegaron en 1961, de la mano del ciudadano alemán Paul Schäfer, quien había nacido en 1921, en la ciudad de Siegburg cerca de Bonn.
Schäfer fue sin duda un personaje siniestro. Su primera inserción laboral en Alemania fue como asistente social para menores en una institución de la iglesia evangélica local, siendo despedido de su cargo a fines de la década de 1940, ante acusaciones de actos de abuso sexual en contra de menores a su cargo. Si bien estas primeras denuncias condujeron a su despido, no se inició entonces ningún proceso judicial. Recorrió Renania como predicador laico anunciando el cristianismo protestante. Finalmente, lo acogió una comunidad de Gronau, donde al poco tiempo adquirió gran influencia sobre parte de sus miembros. Fundó en Lohmar la Misión Privada Social ("Private Soziale Mission"), cuyos integrantes debían realizar duras labores agrícolas sin ser remunerados. Se trataba de una organización dedicada al trabajo con menores en riesgo social formada por exmiembros de una organización similar, que, en su momento, dependió de una iglesia bautista alemana.
Cuando volvieron a surgir denuncias de pederastia en su contra, Schäfer, ya transformado en jefe de la secta, organizó en 1961 la emigración de varios cientos de integrantes de su comunidad a Chile. Hay presentaciones más benevolentes que lo caracterizan como un enfermero en la Francia ocupada, y habría llegado a Chile escapando de acusaciones por abuso sexual que la justicia alemana abrió contra él.
En ese mismo año, 1961 Paul Schäfer y Hermann Schmidt compraron el fundo El Lavadero, ubicado a las orillas del estero que le da el nombre al loteo y del río Perquilauquén, cerca de Catillo, una localidad del interior de Parral, en la Región del Maule de Chile. Contaba con 3062 hectáreas, y fue tasado en 104.960 escudos. La inscripción legal se hizo a nombre de Hermann Schmidt y Rudolff Collen Frankowsky. Al tenor de la ley 15.139, el predio se declaró territorio con franquicias aduaneras y exención de contribuciones. La Sociedad Benefactora y Educacional Dignidad se constituyó en personería jurídica por Decreto N° 3949 del ministerio de Justicia, liberándose del impuesto a la renta y del pago de derechos de aduanas en caso de donaciones. Sin embargo, los terrenos del fundo El Lavadero nunca pertenecieron legalmente a la Sociedad Benefactora y Educacional Dignidad, la que hacia 1966 estaba integrada por más de 230 personas. En su gran mayoría formaban parte de la Misión Privada Social.

### Primeras fugas y denuncias
Los esmeros de la colonia por proyectar hacia el exterior una imagen de armonía, trabajo mancomunado y orden incluían el trabajo de prensa, la grabación y difusión de vídeos que mostraban a sus residentes felices, en medio de fiestas y conmemoraciones; los hombres dedicados a las tareas de campo, las mujeres y niñas bordando o preparando mantequilla.
Sin embargo, los esfuerzos propagandísticos de Schäfer se vieron una y otra vez oscurecidos por las denuncias de personas que sucesivamente protagonizaron fugas desde la colonia, logrando obtener asilo en Alemania. El primero de ellos, Wolfgang Muller huyó en 1966 y denunció por primera vez las atrocidades que ocurrían dentro de la colonia. Muller obtuvo la ciudadanía alemana y trabajó en un periódico, transformándose pronto en Alemania en un activista contra los jerarcas de Dignidad y finalmente en presidente de una fundación dedicada al apoyo de las víctimas en Chile.
Al año siguiente, logró huir otro habitante de la Colonia, Heinz Kuhn, quien confirmó las denuncias realizadas previamente por Wolfgang Müller y aportó más datos sobre los abusos. Sin embargo, estas primeras denuncias fueron desestimadas por políticos conservadores y enfáticamente desmentidas por la ultraderecha chilena, cuyos lazos con la dirección de la Colonia en la gestación y preparación del golpe militar del 11 de septiembre de 1973 quedaron demostrados más tarde en los tribunales de justicia chilenos.
A estas primeras denuncias se fueron sumando otras, y Alemania Occidental comenzó a presionar a la dictadura de Augusto Pinochet, y también directamente a la Colonia, para que se investigaran y aclararan los hechos, esfuerzos que no tuvieron resultado alguno durante la dictadura.
En 1985, un ciudadano ruso-estadounidense, Boris Weisfeiler, que recorría el sur de Chile como turista mochilero, desapareció sin dejar rastro en las cercanías de Colonia Dignidad.

### Campo de detención secreto

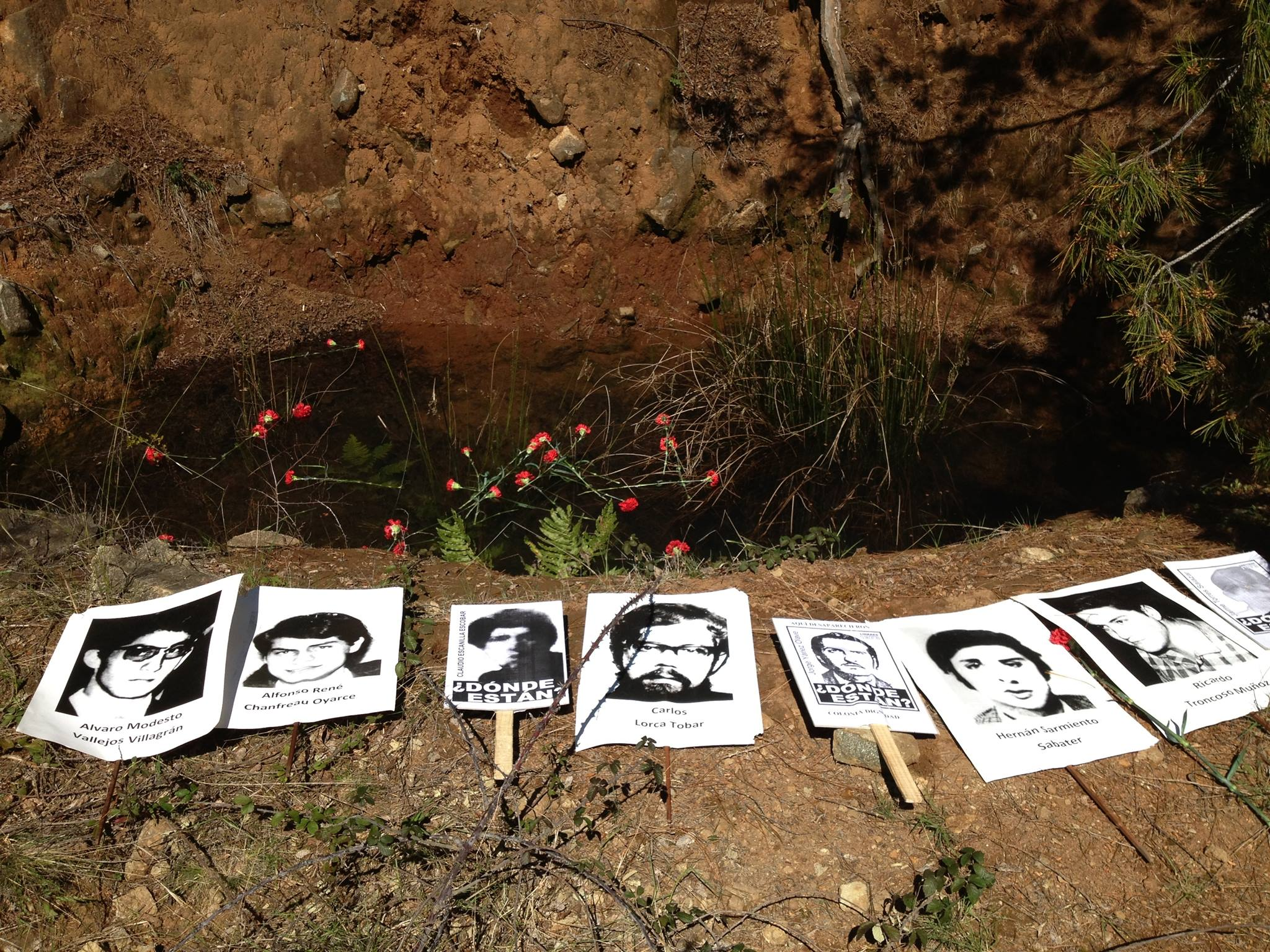
En esta fosa fueron inhumados y exhumados cuerpos de detenidos desaparecidos asesinados en Colonia Dignidad. Conmemoración realizada en septiembre de 2015 por familiares de las víctimas.

La Comisión Rettig tomó conocimiento de un cúmulo de información sobre el uso que se habría dado a El Lavadero de propiedad de la Sociedad Benefactora y Educacional Dignidad, para reclusión y tortura de detenidos políticos durante el período al que se refiere este capítulo. Este fundo, conocido corrientemente como Colonia Dignidad, se encuentra al interior de Parral, a las orillas del río Perquilauquén y el estero El Lavadero, cerca de Catillo.

La Comisión también ha tomado nota de que otras fuentes, incluso del extranjero, han llegado asimismo a la conclusión de que Colonia Dignidad habría sido al menos utilizada como un centro de detención de presos políticos.  Entre estas fuentes se encuentran voceros del Gobierno de la República Federal de Alemania y el Grupo de Trabajo sobre Desaparición Forzada de Personas de las Naciones Unidas. Sin embargo, la Comisión ha basado sus propias conclusiones en la evidencia que pudo examinar directamente.
Informe Rettig

### Apoyo de los Servicios Secretos alemanes
Había cierto grado de colaboración del Bundesnachrichtendienst (servicio secreto alemán) con Colonia Dignidad, para cuya implementación se construyeron búnkeres, túneles, un hospital, radios, pistas de aterrizaje, así como se optó por la producción descentralizada de armamentos en módulos (una parte se producía en un lugar, otra parte en otra), todo lo cual fue revelado por el periodista John Dinges. Este es un tema del que se prefiere no hablar, debido a los problemas que conlleva con Argentina: la idea era envenenar ríos, matar civiles, hacer guerra química y bacteriológica. Incluso hubo un intento de producir una bomba atómica: Weisfeiler, el turista desaparecido en Dignidad, tenía en la mochila un contador geiger para medir radiación. Parte del plan original incluía armar los helicópteros con bombas de sarín.

### Transición democrática

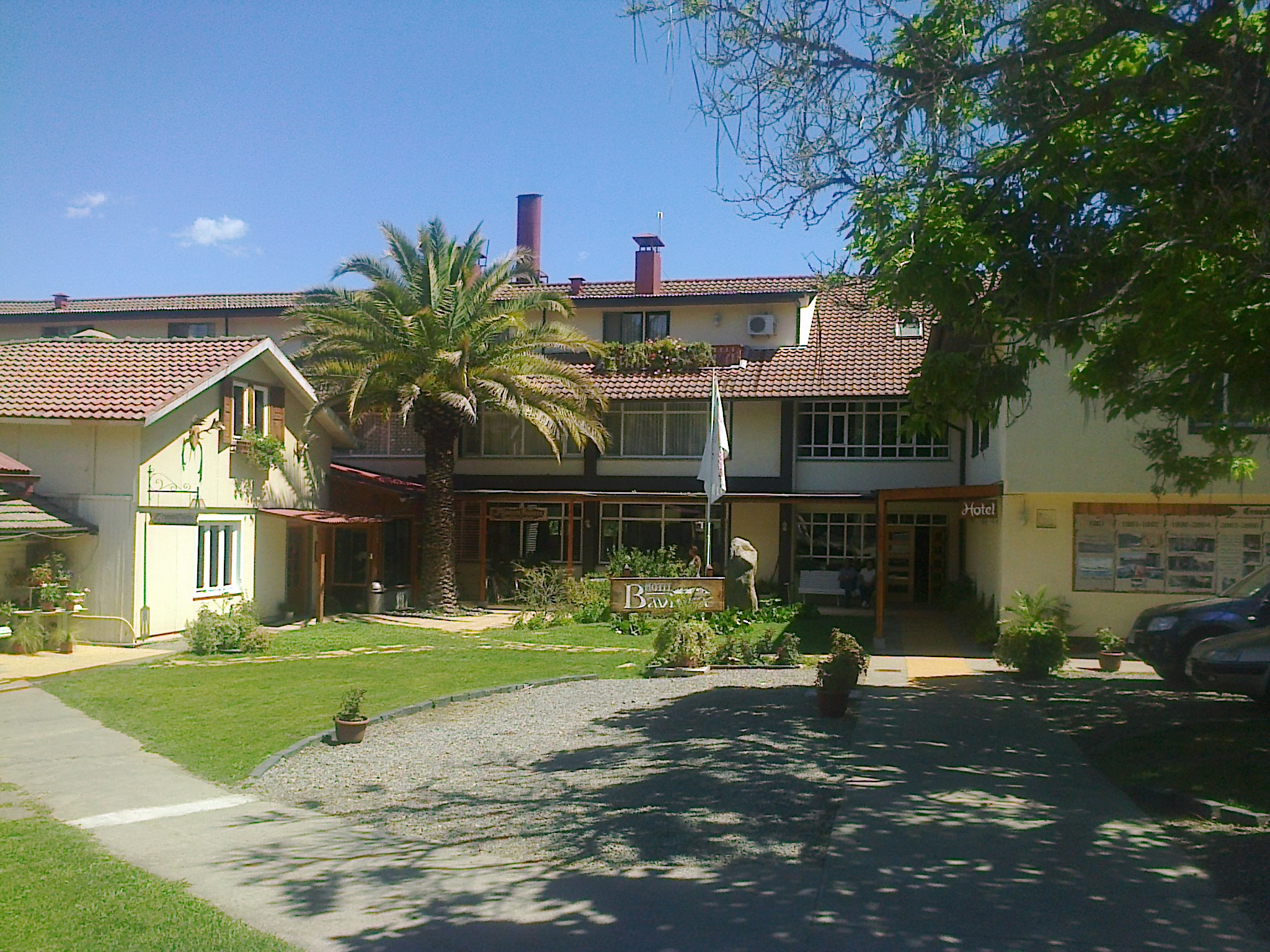
Hotel Villa Baviera.

Chile da un giro hacia la democracia en 1990, tras 17 años de dictadura, pero la colonia permanece inmutable. Las denuncias sobre los abusos y vejaciones que se producen en el interior de la colonia aumentan. La presión nacional e internacional se intensifican, pero cada vez que la policía intenta realizar investigaciones en el lugar se topa con un muro de silencio. Las autoridades de Colonia Dignidad cuentan que les advertían de antemano cuando la policía prepara una visita al lugar. Se empieza a generar, en la opinión pública chilena, un sentimiento de rencor hacia el lugar, que muchos perciben como un estado independiente dentro de Chile, un enclave.

### Forma de vida bajo Schäfer
Sus habitantes vivían bajo un extraño sistema autoritario, además de tener un mínimo contacto con el exterior, Schäfer ordena la división de las familias (los padres no hablaban con sus hijos, o no sabían que tenían hermanos), prohíbe todo tipo de las relaciones sentimentales o conyugales a jóvenes, mujeres y hombres adultos, y decreta la residencia de estos en espacios aislados. Schäfer abusaba sexualmente de los niños y algunos eran torturados, como se desprende de las declaraciones de la doctora alemana Gisela Seewald, quien reconoció haber tratado con electroshock y sedantes a los que su jefe decía que estaban poseídos.
No obstante, la escuela y el hospital del enclave beneficiaban a las familias rurales, a través de servicios gratuitos de educación y salud para la comunidad. La idea era que esto permitiera contar con su apoyo en caso de que la Colonia fuera atacada. Sin embargo, son numerosos los casos destapados en los últimos años que hacen referencia a adopciones ilegales de niños a familias que residen en los sectores aledaños por parte de los jerarcas alemanes, bajo la promesa de entregarles educación gratuita.

#### Fin de la época Schäfer
En marzo de 2005 Paul Schäfer es detenido en Argentina, país que de inmediato lo extradita a Chile. Tras su detención, la cadena de televisión alemana Deutsche Welle emite un documental por su canal para América Latina donde relata la tenebrosa historia de la colonia.
En junio de 2005 el gobierno de Ricardo Lagos nombra delegado en la excolonia Dignidad, ahora Villa Baviera al ingeniero Herman Schwember Fernández y en agosto las autoridades toman el control de ella. En forma paralela se produjo una emigración de un grupo importante de excolonos, varios retornaron a Alemania. Los que quedaron, cerca de 200 personas, comenzaron un proceso de revisión colectiva de su pasado. Para ello fueron asesorados por un grupo de psicólogos y psiquiatras, recomendados al gobierno por el Consulado de Alemania en Chile. Uno de ellos, Niels Biedermann, explicó en una entrevista de prensa la situación encontrada.

Para muchos sociólogos que han venido de distintas partes del mundo, Colonia Dignidad es como un laboratorio para observar un caso extremo de secta ¿Qué particularidad tiene respecto de otras sectas?
La particularidad de Colonia Dignidad es que no existió la proyección de perpetuar la comunidad más allá de la vida de su líder. Fue prohibida la constitución de parejas y la concepción de hijos. En otras sectas se van constituyendo familias que preservan el estilo de vida. Aquí no. Colonia Dignidad fue absolutamente pensada para Paul Schäfer: comienza y termina en él.
Mientras estuvo Schäfer, ¿no nacieron niños dentro de esa comunidad?
Había muy pocos matrimonios que vivían juntos, eran sólo algunos que llegaron al comienzo y que entregaban a sus hijos a la comunidad desde que nacían. Después el matrimonio quedó prohibido. Los niños que fueron incorporados a la colonia provenían de adopciones de la comunidad externa, muchas veces forzadas y de dudosa legalidad, como lo han demostrado las investigaciones judiciales. (...)
¿Solo Schäfer ejerció la pedofilia?
Solo él, nadie más.
¿Y los otros viejos no sabían?
Dicen que no...
Niels Biedermann

## Arsenal y manual de tortura
El 14 de junio de 2005 se produjo el hallazgo de un arsenal en Colonia Dignidad que estaba en tres contenedores. Algunas de estas armas, dijo una fuente que participó en el allanamiento, tuvieron reciente mantención, por lo que hasta ahora no está claro el objetivo que tendrían.
A raíz de este descubrimiento, el 28 de agosto de 2006 Schäfer recibió otra condena, del ministro de fuero Jorge Zepeda Arancibia, a siete años de presidio mayor en su grado mínimo, por infracción a la Ley sobre Control de Armas. En aquellos tres contenedores había armas automáticas, livianas y semiautomáticas, lanzacohetes, granadas, material explosivo, elementos químicos y municiones en general. El fallo establece que el arsenal "parece haber sido construido para ser utilizado en un conflicto bélico, como medio de combate". También llama la atención los medios "de sorpresa" encontrados, como es el caso de las armas camufladas, tales como bolígrafos, bastones y una cámara fotográfica que disparan balas.
El periodista Luis Narváez escribe que "una de las principales revelaciones que hizo Klaus Schnellenkamp es que Carlos Honzik, vendedor de armas y el mismo gestor del controvertido negocio en el que Chile compró 25 aviones Mirage 5 a Bélgica, en 1994, era un íntimo colaborador de Paul Schäfer y amigo personal de Kurt Schnellenkamp. Pero Honzik, quien falleció en 2003, no usaba su nombre real en los tratos con los jerarcas del enclave. 'El Honzik que se menciona era Carlos Seibel, que iba muy seguido, hablaba todo en alemán y era socio con Gerhard Mertins".
Mertins, traficante de armas que realizó negocios ilegales de armamento en todo el mundo desde la década de los cincuenta hasta su muerte en 1993, era un exoficial del Ejército alemán que luchó en la Segunda Guerra Mundial y, según Schnellenkamp, socio de la Colonia en algunos de sus negocios, aunque tenía su centro de operaciones en México. Mertins tuvo que abandonar ese país en 1984, después de que se le vinculara al asesinato del periodista Manuel Buendía. Habría sido entonces cuando Honzik se hizo cargo de los negocios de Mertins en México, adonde su padre viajó varias veces para reunirse con él.

Hay un negocio internacional ilegal con armas sofisticadas que el señor Gerhard Mertins transfería por vías muy ocultas al Medio Oriente, y también a través de las sucursales que tenía en la colonia y en México. Sobre los 27 mil dólares, le puedo decir que tuve tres discusiones fuertes con Blank, en el tiempo que [Erwin] Fege y [Brigitte] Malessa se fugaron e hicieron un chantaje a la colonia [1998]. Pidieron mucho dinero para guardar silencio. Hubo una discusión ante toda la colonia y Hopp dijo que era un chantaje. Yo pregunté con qué nos estaban chantajeando. Todos me retaban y decían que yo era un obsesivo del diablo. Pero insistí: ¿por qué le pagan cientos de millones a los fugados para que callen? ¿Sobre qué había que guardar silencio: sobre las mentiras diabólicas, sobre la puerta encontrada por la policía, los negocios ilegales que practicaba mi padre con Mertins o con Carlos Seibel, mejor dicho Honzik, o sobre la contaminación que está debajo de la tierra de la colonia?
Klaus Schnellenkamp

Jaime Naranjo, senador del Partido Socialista de Chile por la circunscripción sur de la Séptima Región, aseguró que tras el hallazgo de armas en Villa Baviera "no queda ninguna duda" de que en la excolonia Dignidad "se fabricaba armamento" y "van a venir más arsenales". Sin embargo, el parlamentario enfatizó que lo principal es determinar si estos elementos tenían como destino las Fuerzas Armadas durante el régimen de Augusto Pinochet.
El juez Zepeda reveló a La Nación en noviembre de 2008 la existencia de un manual de tortura que se utilizaba en la Colonia Dignidad contra los presos políticos. El mismo mes Zepeda condenó a siete años de prisión al exlíder de la Colonia, Paul Schäfer, por el homicidio calificado en 1974 de Miguel Ángel Becerra Hidalgo.

## Actualidad

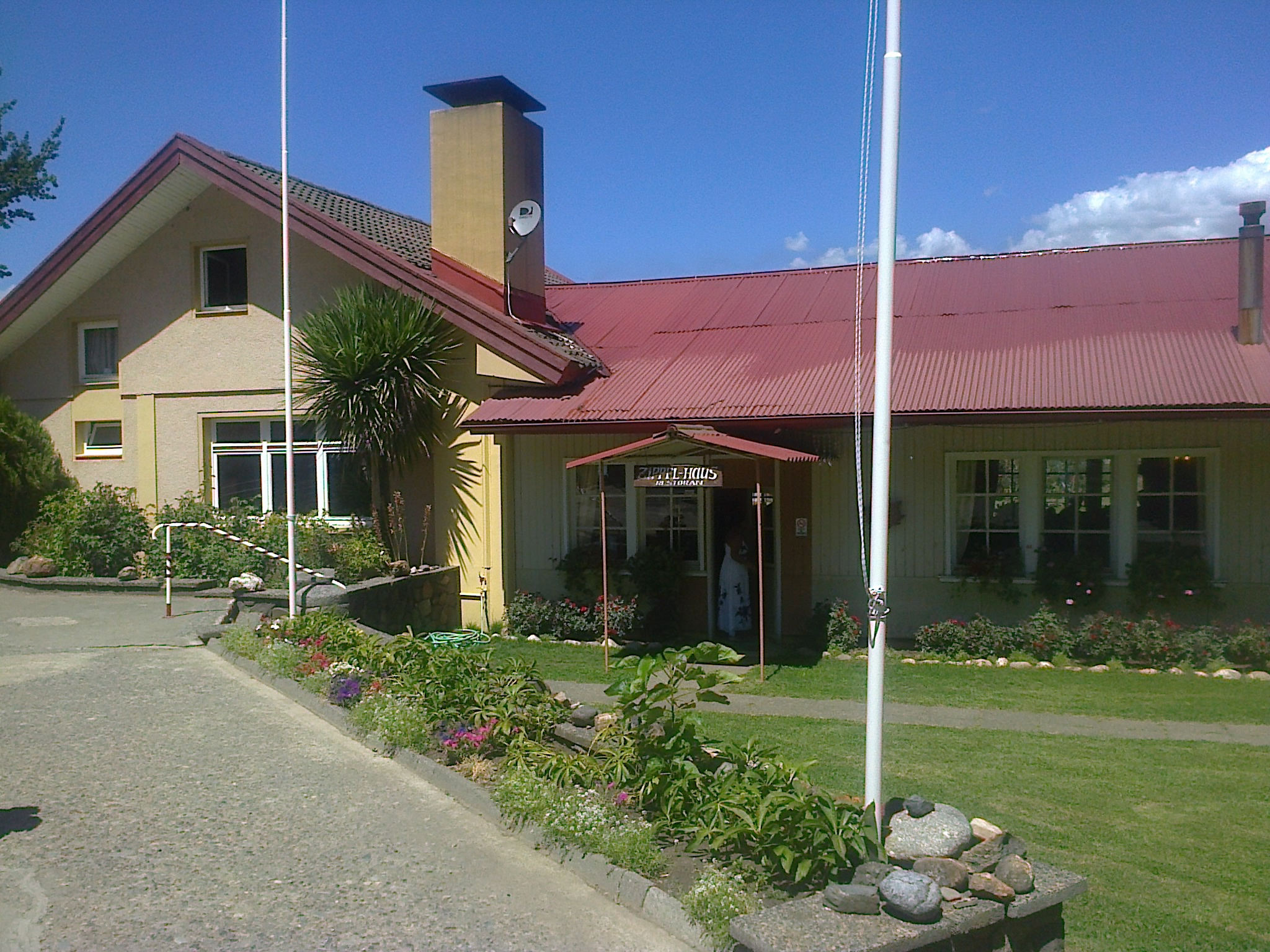
Restorán anexo al Hotel Villa Baviera.

En la actualidad el recinto de la Villa Baviera está abierto. Sus cerca de 500 habitantes se dedican a labores de agricultura y ganadería, además de oferta de turismo, aprovechando los paisajes de la Cordillera de Los Andes y el río Perquilauquén. Ofrecen gastronomía alemana, servicios de paseos y hospedaje.
El 18 de abril de 2006 la comunidad de Villa Baviera entregó en el Palacio de La Moneda una carta abierta denominada Declaración a nuestros conciudadanos chilenos y alemanes en la que hacen un mea culpa de los errores cometidos, asumen su responsabilidad por los delitos investigados (abuso de menores, tráfico de armas y violaciones a los derechos humanos), a la vez que culpan a Paul Schäfer de desfigurar las motivaciones originales del proyecto y utilizarlo para cometer crímenes. A continuación, algunos párrafos de la carta publicada en los medios de comunicación:

«Unos se convirtieron en los esclavos de Schäfer, verdaderos autómatas atentos sólo a obedecer sus órdenes, a trabajar sin descanso ni horario, y a no disgustarlo».
«Él (Schäfer) facilitó nuestra villa para la detención y opresión de personas perseguidas por el régimen».
«Nos damos cuenta de que se han cometido graves delitos (...) queremos esforzarnos para ser perdonados y reinsertados».
«Aún hoy muchos padres no comprenden cómo pudieron aceptar la renuncia de su responsabilidad para con sus hijos (...) Hoy día, después de reconstruir las familias, muchos cargan con sentimientos de culpa...».
«Hoy sabemos que, independientemente de las buenas intenciones de la gran mayoría, también fuimos víctimas de grandes males en contra de nosotros mismos, de niños nuestros y de niños ajenos y además en contra de personas externas con las que no teníamos ninguna vinculación y sobre las que no teníamos ningún derecho».
«La exageración de una moral aparentemente tan estricta fue, sin embargo, el muro de protección detrás del cual Schäfer cultivó su perversión. Entre los niños, nuestros propios hijos, para quien él era la única y exclusiva autoridad, eligió sus víctimas de modo que ningún adulto tuvo conocimiento de sus abusos deshonestos».
Comunidad de Villa Baviera 

Por su parte, la prima y exministra de Pinochet, Mónica Madariaga, afirmó en una entrevista a La Tercera, que no se avergonzaba de sus vínculos con la Colonia, y abundó en detalles asegurando que sabía que Jaime Guzmán (el asesinado exsenador de la UDI) le dio clases a Pablo Longueira, Luis Cordero y Andrés Chadwick (todos dirigentes de la Unión Demócrata Independiente) «en el interior de la Colonia Dignidad». «Eran adoctrinados en ese lugar, ahí se les formó políticamente, les hacían clases. Jaime Guzmán los instruía y les daba charlas, lo hacía al estilo platónico, se paseaba por los campos dictando clases. Todos ellos sacaron un gran provecho de Colonia Dignidad. Ahora no dicen nada».
El entonces senador de la UDI y luego Ministro de Justicia Hernán Larraín, quien, según Madariaga «era muy amigo de la gente de Colonia Dignidad» y frecuentó esas clases, defendió enérgicamente a Schäfer en su tiempo, calificando de «montaje» las acusaciones de abuso sexual que se hacían al alemán. También defendieron la labor de Colonia Dignidad los políticos Beltrán Urenda, Sergio Onofre Jarpa, Sergio Diez, Ignacio Pérez Walker, Sergio Romero, Francisco Prat, Mario Ríos, Hugo Ortiz de Filippi, Bruno Siebert, Arturo Alessandri, Ricardo Martin, Olga Feliú, Sergio Fernández, Santiago Sinclair, William Thayer, Carlos Bombal, Andrés Chadwick, Evelyn Matthei, Jaime Orpis, Juan Antonio Coloma, Andrés Allamand y Jorge Ulloa.

### Asociación ilícita

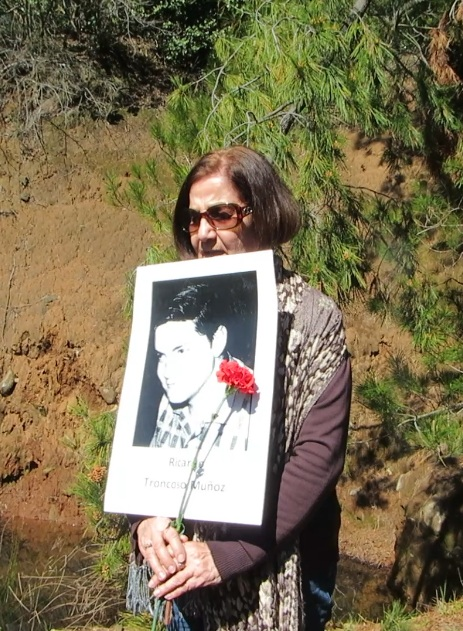
Presidenta de la Agrupación de Familiares de Detenidos Desaparecidos y Ejecutados Políticos de Talca en el recinto de Colonia Dignidad, septiembre de 2015

En diciembre de 2015, la Corte de Apelaciones de Santiago confirmó la sentencia dictada en abril de 2014 por el ministro en visita Jorge Zepeda Arancibia en contra de exintegrantes de la DINA y de exmiembros de la Colonia Dignidad por asociación ilícita para diversos delitos cometidos en terrenos de esta última, a partir de 1970. En esta sentencia se enumeran:
- Como características de la organización:
  - la existencia de un mando superior, basado en un sistema de información, con características de organización militar;
  - el desarrollo de actividades de archivo político, búsqueda de información, intento de intervención en los sistemas de comunicación de las Fuerzas Armadas, registro e interrogatorio de detenidos políticos, sistemas de informantes y preparación de acciones fuera de Chile, inclusive en Europa;
  - control de un territorio determinado, ante la pasividad de autoridades;
  - operaciones que, por su duración y persistencia, no coinciden en absoluto con algún hecho esporádico, sino con un actuar organizado, ordenado y preparado, con capacidad de desarrollar el protocolo diseñado y estructura suficiente para ejecutarlo;
  - sistema con características propias de las sectas, utilizando la religión y el vínculo con la autoridad militar de la época, lo que le permitió al líder abusar de la propia comunidad y desarrollar en forma impune su conducta pedófila criminal.
- En cuanto a armamento y pertrechos bélicos:
  - se incautaron, en 2005, dos arsenales ocultos bajo tierra con armamento, explosivos e insumos químicos, municiones, accesorios y otros elementos de carácter bélico, hallazgos que se produjeron en el predio hoy denominado «Villa Baviera», Séptima región, así como en el predio «El Litral», localidad de Bulnes, Octava Región;
  - material al margen de todo control y supervigilancia, no estando su obtención, fabricación o adquisición cubiertas por autorización alguna por entidad fiscalizadora competente;
  - consistentes en materiales bélicos tales como lanzacohetes, ametralladoras, subametralladoras, rockets, morteros, explosivos diversos y en general, elementos de gran poder destructor y efectividad, lo que da cuenta de tráfico internacional de armas realizado hacia y desde «Colonia Dignidad»;
  - además, elementos destinados a efectuar ataques particularmente odiosos, tales como armas de fantasía, encubiertas bajo la forma de lápices, bastones y cámaras fotográficas, fabricados especialmente para ocultar su verdadera naturaleza;
  - así como existencias de metralletas "hechizas" y de insumos químicos habitualmente empleados para confeccionar artefactos explosivos, tales como TNT, explosivo plástico T-4, polvo de aluminio, nitrato de amonio, antimonio, detonadores eléctricos y mecánicos, por lo que la organización fabricó parte del armamento encontrado;
  - sin perjuicio de lo cual ambos arsenales estaban constituidos por elementos fabricados en el extranjero, los que, al no tener respaldo legal, fueron introducidos clandestinamente al territorio nacional;
  - los que, de acuerdo a peritajes realizados por la Policía de Investigaciones, en su mayor parte estaban aptas para su uso como tales;
  - lo que permite concluir que el almacenamiento y ocultamiento del armamento incautado determinan el propósito antijurídico de armarse y lucrarse mediante el tráfico de armas.
- En materia de actividad organizada que constituye violación de Derechos Humanos:
  - al menos del 11 de septiembre de 1973 en adelante, los miembros de la ex «Colonia Dignidad» se armaron, adecuándose a la colaboración con los organismos de seguridad de la Dictadura Militar;
  - se verificó que existió una estrecha relación entre la DINA y la estructura jerárquica de la ex «Colonia Dignidad»;
  - la DINA, con conocimiento y en concierto con los jefes de la Colonia, implementó parte de sus actividades en las instalaciones de esta, secuestrando a civiles que fueron conducidos a ella y mantenidos en esa condición en su interior;
  - se estableció, en parte por reconocimiento de los propios colonos alemanes, que se mantuvo, dentro de la ex «Colonia Dignidad», a detenidos por razones políticas y que un número indeterminado de vehículos vinculados a desaparecidos fueron enterrados en ese predio;
  - se acreditó, por ejemplo, que el 29 de julio de 1974, Álvaro Modesto Vallejos Villagrán, a la época estudiante de la Universidad de Chile, militante del Movimiento de Izquierda Revolucionaria (MIR), fue detenido en el domicilio de sus padres en la comuna de Maipú, Santiago, por dos individuos que se identificaron como agentes de inteligencia del Gobierno y llevado transitoriamente al centro de detención denominado «Cuatro Álamos», desde donde fue trasladado por agentes de estado hasta la ex «Colonia Dignidad», la que a esa fecha funcionaba como centro de detención y torturas de personas perseguidas por la Dictadura Militar, momento desde el cual dicha víctima se encuentra desaparecida;
  - se comprobó que la organización desarrolló actividades mediante la confección de archivos con datos y antecedentes de personas sindicadas como izquierdistas, de muchas de las cuales se ignora hasta hoy su paradero, dando luz, por interrogatorios cuyos registros se han encontrado, respecto de los desaparecidos Álvaro Modesto Vallejos Villagrán y Pedro Merino Molina, de que durante los últimos que se tuvo noticia de ellos se encontraban secuestrados en le ex «Colonia Dignidad»;
  - tales fichas dan cuenta la actividad de interrogación de personas privadas de libertad, con participación de jerarcas de la ex «Colonia Dignidad» y miembros de la DINA, constatándose que se obtuvo información, al menos de algunas de las víctimas, por medio de la aplicación de tormentos en su contra;
  - a lo que se agregan los delitos de lesiones graves mediante el empleo sistemático de tratamientos psiquiátricos a los propios colonos de la ex «Colonia Dignidad»;
  - se mencionan los nombres de ocho jóvenes colonos alemanes, todos ellos pertenecientes a los grupos de niños llegados a Chile entre 1961 y 1963, que fueron separados de sus padres, al igual que los otros niños alemanes, pero además sometidos a «tratamientos de salud», no obstante estar sanos, recibiendo suministros de «sicotrópicos» y aplicación de corriente eléctrica en sus cuerpos mediante «electroshocks», permaneciendo aislados en el «hospital», así como en el anexo a este denominado «Neukra», ubicados todos al interior de la hoy ex «Colonia Dignidad»;
  - y se establece que dichos seudo tratamientos psiquiátricos tenían como objetivo lograr la separación de los miembros de las familias y con ello la destrucción de los vínculos de estas, además de inhibir las conductas sexuales de las víctimas, destruyendo el concepto de familia y manteniendo así una supuesta pureza moral de esos jóvenes;
  - el líder ejecutó tales conductas luego de crear un sistema de colaboración con los organismos de seguridad, logrando un estatuto similar al de las autoridades de la época, lo que le permitió llevar a cabo impunemente las prácticas crueles en contra de los propios colonos alemanes, los que deben ser considerados parte de la población civil, violencia física y sexual destinada a la destrucción de los vínculos familiares, con fines de proselitismo religioso o servicio a una causa;
  - estos «tratamientos siquiátricos» los dirigía la persona que hacía las veces de facultativo médico habilitado, con tolerancia de la autoridad administrativa chilena, pues no tenía habilitación legal para ejercer en Chile la medicina;
  - la agresión física en contra de los jóvenes colonos se llevaba a cabo con orientación directa del líder, con el claro propósito de mantener sobre ellos un poder absoluto.
- En cuanto a la comisión de delitos sexuales:
  - el líder de la Colonia, con complicidad y encubrimiento de sus ex jerarcas, cometió abusos sexuales y violaciones sodomíticas en contra de los menores, según quedó establecido en la causa rol 53.914 y otras acumuladas, tramitadas por un Ministro de la Corte de Apelaciones de Talca, en Visita Extraordinaria, en el Juzgado de Letras de Parra;
  - engañando a los progenitores de las víctimas y aprovechando la pertenencia de estos a familias campesinas de la zona que buscaban un futuro mejor para sus hijos, y con el falso propósito de brindarles protección, la organización implementó una estructura jerárquica para que el líder seleccionara niños de su agrado y consumara gravísimas agresiones sexuales en contra de ellos, actuando otros integrantes como cómplices o encubridores de los delitos;
  - se encuentra acreditado judicialmente por la mencionada causa, que después de 1990 se cometieron en la «Colonia» múltiples delitos sexuales y violaciones sodomíticas en contra de menores;
  - a la vez, en ese proceso se acreditó que los delitos se cometieron utilizando el inmueble y la organización de la ex «Colonia Dignidad», hoy «Villa Baviera», especialmente en el denominado «Internado Intensivo» de menores que existió en su interior, al cual eran incorporados los niños que fueron agredidos sexualmente, donde eran mantenidos bajo coacción e intimidación, bajo los férreos y sofisticados sistemas de seguridad de la ex «Colonia Dignidad»;
  - por lo que el propósito real de establecer y operar dicho «Internado Intensivo» fue atraer menores para ser violentados sexualmente por el jerarca, con la complicidad y el encubrimiento por otros miembros de la ex «Colonia Dignidad».

La sentencia de primera instancia, su confirmación por la Corte de Apelaciones de Santiago y un resumen de sus contenidos principales se encuentran a disposición del público.

### Las propiedades
El 21 de agosto de 2009, por escritura pública, representantes de la «Inmobiliaria e Inversiones Cerro Florido Limitada», domiciliada en «Parcela Seis Villa Baviera, sin número, Parral», así como de la sociedad anónima cerrada «Abratex S.A.», encontrándose «vigentes las medidas precautorias de prohibición de gravar y enajenar» diversos bienes de las sociedades mencionadas, estas constituyen «Hipoteca de Primer Grado», a favor del Fisco de Chile y de terceros a determinarse, sobre cuatro inmuebles situados en la comuna de Parral, sector de «San Manuel», con una superficie total de 3507 hectáreas. En esta misma escritura, al enumerar los deslindes de estos cuatro predios a hipotecar, se mencionan las hijuelas colindantes y los nombre completos sus propietarios.
A principios de abril de 2016 se denunció en la prensa chilena un intento de los jerarcas de «Colonia Dignidad» destinado a condicionar la entrega de parcelas de ½ hectárea a los habitantes de «Villa Baviera» a la cesión, por estos, de los «derechos sobre las historias de vida» de los mismos. Una versión anonimizada del texto de la proposición de contrato se difundió también en línea. Textualmente, el contrato fechado a 15 de febrero de 2016 indica que «El Cesionario como precio o contraprestación por los Derechos de Imagen o los derechos sobre las Experiencias de Vida a cada uno de los Cedentes, hará sus mejores esfuerzos y pagará, dentro del plazo de un año, con la entrega en dominio de un predio de una superficie total de no menos de cinco mil metros cuadrados, ubicado en el sector de su propiedad».
El 12 de junio del 2017, los gobiernos de Alemania y Chile suscribieron un memorando de entendimiento para la creación de una comisión mixta germano-chilena para abordar la memoria histórica de Colonia Dignidad. En 2024, durante la visita de Estado del presidente Gabriel Boric a Alemania, se anunció que se comenzaría el proceso de expropiación de una parte de Colonia Dignidad, donde Alemania contribuirá en la construcción del Centro de Archivos y Memoria Histórica, y en la reparación de las víctimas.

### Desclasificación de archivos en Alemania
El 26 de abril de 2016, el ministro de relaciones exteriores de Alemania, Frank-Walter Steinmeier anunció en un discurso pronunciado en Berlín su decisión de rebajar en 10 años el plazo de protección existente para los archivos que obran en poder del Estado alemán sobre la Colonia Dignidad, que estaba fijado originalmente en 30 años. Con esta medida, quedarán de inmediato a disposición de investigadores, historiadores y periodistas los documentos de entre 1986 y 1996.
La medida fue anunciada por el ministro Steinmeier tras una exhibición especial de la película Colonia Dignidad en una sala del Ministerio de Relaciones Exteriores, la que contó con la asistencia de importantes autoridades y de algunas víctimas. En la ocasión, el ministro pidió perdón por la actuación alemana en los crímenes cometidos en la Colonia Dignidad, reconociendo con humildad que se avergüenza de que la diplomacia alemana ha hecho muy poco por ayudar a las víctimas de la Colonia Dignidad, señalando que el manejo del tema ciertamente  «no constituye una página muy honrosa de la historia del ministerio de relaciones exteriores». Por muchos años los diplomáticos alemanes habrían, en el mejor de los casos, «mirado hacia otro lado» y claramente sería muy poco lo realizado para proteger a sus conciudadanos. En su histórico reconocimiento precisó también en qué consistieron las responsabilidades de la diplomacia alemana:

«El Ministerio alemán del RR. EE. no tiene culpa de que en Chile haya habido un golpe militar y una dictadura durante 17 años. Tampoco tiene responsabilidad sobre lo que hicieron Paul Schäfer y sus cómplices, vinculados con militares y dictadores. Pero la diplomacia alemana debería haber aconsejado y ayudado a los ciudadanos alemanes, como lo prevén los lineamientos consulares. Debió haber ejercido presión diplomática sobre la cúpula de la colonia y adoptado medidas jurídicas. La embajada alemana perdió la orientación en su afán por mantener buenas relaciones con el país anfitrión»
Frank-Walter Steinmeier, 26 de abril de 2016

El tema de la Colonia Dignidad se incluirá a partir de 2016 como materia de estudio obligatoria de los planes de formación de diplomáticos en Alemania.

### Demanda de los ex colonos
Una demanda colectiva por perjuicios causados por la secta encabezada por Schäfer fue presentada por un grupo de 120 excolonos y patrocinada por el abogado y víctima Winfried Hempel. En la demanda presentada ante los estados de Chile y de Alemania, argumentan que las autoridades no brindaron la protección debida a sus ciudadanos, exigiendo una reparación en dinero de un millón de dólares para cada colono. Según el abogado, la secta habría sido “una de las más peligrosas de la historia de la humanidad”.
En 2020, un reportaje de la cadena alemana de televisión Deutsche Welle sobre Colonia Dignidad, culpó a Hernán Larraín, quién en el pasado defendió a la secta, de la falta de avances en las causas, indicando que Larraín en su puesto de ministro de Justicia y Derecho la Humanos resulta un obstáculo para el avance de las causas.